# 維特尼克
Template:Novi Sad Labelled Map

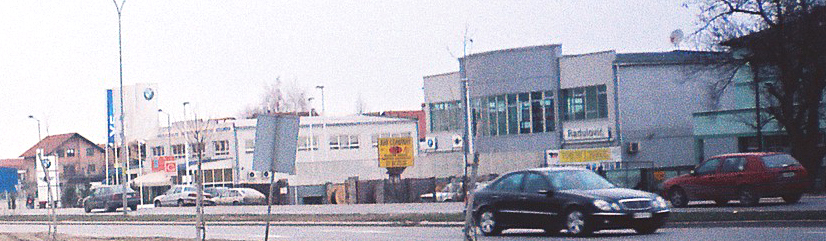
Main road in Veternik (Novi Sad-Futog-Ba?ka Palanka)

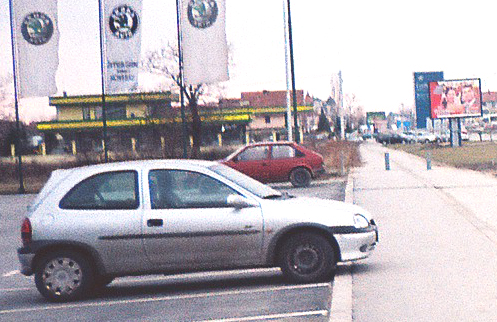
維特尼克

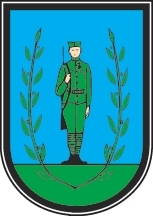
維特尼克的非正式徽章

維特尼克（Veternik ，西里爾字母：Ветерник）是塞爾維亞的一座城市。位於諾維薩德的附近。據2011年的人口普查，維特尼克的人口有16,895人。市內的大部份人口是塞爾維亞人。多年來，特別是在1990年代都市的規模快速擴大。維特尼克首次被提到是在1848年。都市在一戰之後開始發展。維特尼克的人口增長率幾乎達到100%。人口從1991年普查時的10,271人增長到2002年時的18,626人。南斯拉夫內戰使得大量移民遷入這裡。

## 外部連結
- Elementary school Marija Trandafil （页面存档备份，存于） （塞爾維亞文）
- The Home for Handicapped Children and Young People in Veternik （塞爾維亞文）
- FC Veternik Viskol（塞爾維亞文）